# Municipio de Dayton (condado de Tuscola)
El municipio de Dayton (en inglés: Dayton Township) es un municipio ubicado en el condado de Tuscola en el estado estadounidense de Míchigan. En el año 2010 tenía una población de 1848 habitantes y una densidad poblacional de 19,75 personas por km².

## Geografía
El municipio de Dayton se encuentra ubicado en las coordenadas 43°22′29″N 83°16′27″O / 43.37472, -83.27417. Según la Oficina del Censo de los Estados Unidos, el municipio tiene una superficie total de 93.55 km², de la cual 92,21 km² corresponden a tierra firme y (1,43 %) 1,34 km² es agua.

## Demografía
Según el censo de 2010, había 1848 personas residiendo en el municipio de Dayton. La densidad de población era de 19,75 hab./km². De los 1848 habitantes, el municipio de Dayton estaba compuesto por el 94,7 % blancos, el 2,76 % eran afroamericanos, el 0,54 % eran amerindios, el 0,22 % eran asiáticos, el 0,49 % eran de otras razas y el 1,3 % eran de una mezcla de razas. Del total de la población el 1,35 % eran hispanos o latinos de cualquier raza.